# Vindrose (krøjevindfang)
 For alternative betydninger, se Vindrose. (Se også artikler, som begynder med Vindrose)
Vindrosen på en vindmølle er en lille mølle, der er placeret på modsatte side af vingefanget på en hollandsk vindmølle. Med denne lille, tværstillede vingerotor, som automatisk kunne dreje møllehatten i den rigtige retning i forhold til vinden, var der indført selvkrøjning, hvilket lettede møllerkarlenes arbejde i betragtelig grad. På møller uden vindrose må mølleren manuelt dreje møllens hat rigtigt op i vinden ved håndkraft.
I 1745 tog den skotske smed Edmund Lee patent på vindrosen. Andrew Meikle, en anden skotte, tog i 1772 patent på en anden væsentlig opfindelse, vinger med klapper (jalousier) , som kombineret med vindrosen, gav langt mere "vind i sejlene" end tidligere.